# Израиль и Европейский союз
Израиль является ассоциированным государством Европейского Союза (ЕС). Отношения между ними оформлены в рамках Европейской политики соседства (ЕПС), Евро-средиземноморского партнерства и Средиземноморского союза.
Основные правовые связи между Израилем и ЕС установлены Соглашением об ассоциации 1995 года.
Отношения между Израилем и Европейским Союзом в целом положительны на уровне экономических связей, хотя на политическом уровне на них отрицательно повлиял израильско-палестинский конфликт. Израиль рассматривает декларации ЕС по израильско-палестинскому конфликту как односторонние и про-палестинские.

## История

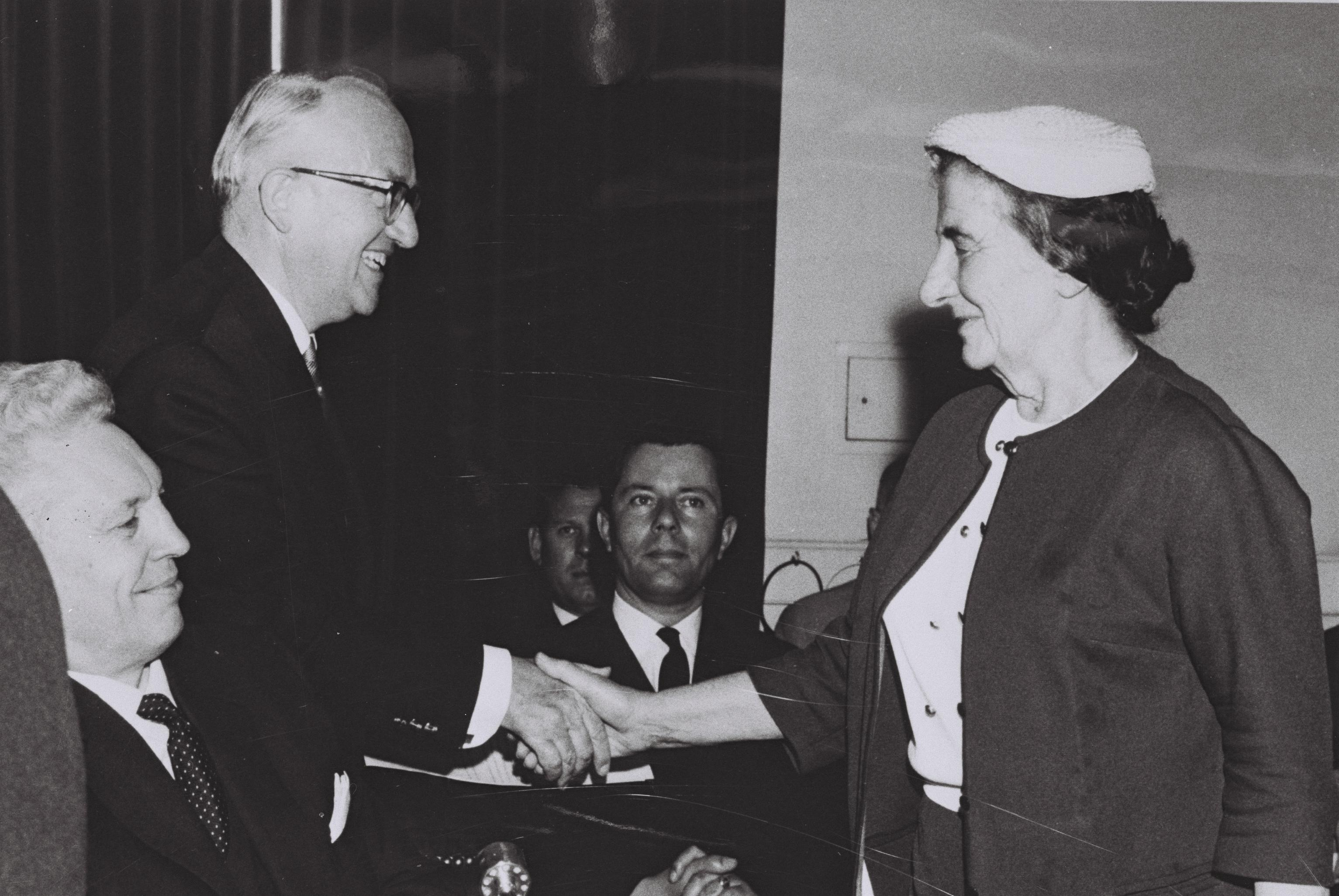
Голда Меир и Вальтер Хальштейн, первый президент Европейской Комиссии, 1964 г.

В 1959 году Израиль и Европейское экономическое сообщество установили дипломатические отношения. В 1975 году было подписано первое соглашение о зоне свободной торговли. На Совете в Эссене в 1994 году было заявлено о готовности ЕС установить особые отношения с Израилем.
С 1995 года Израиль состоит в Европейско-средиземноморском партнерстве, с 2003 года — руководствуется принципами Европейской политики соседства (ЕПС), с 2008 года— член Союза для Средиземноморья.
В двустороннем порядке, после Соглашения о сотрудничестве 1975 года, в 2000 году вступило в силу Соглашение об ассоциации.

### Соглашение об ассоциации между ЕС и Израилем (2000 г.)
Соглашение об ассоциации было подписано в Брюсселе 20 ноября 1995 года и вступило в силу 1 июня 2000 года после ратификации парламентами 15 государств-членов, Европейским парламентом и Кнессетом, заменив ранее существовавшее Соглашение о сотрудничестве от 1975 года. Соглашение об ассоциации между ЕС и Израилем сформировало правовую основу, регулирующую отношения между Израилем и Европейским союзом, оно предусматривало:
- предпочтение в экономических, коммерческих, технологических и исследовательских связях между сторонами
- меры по созданию зоны свободной торговли промышленными товарами
- либерализацию торговли сельскохозяйственными товарами (новое соглашение вступило в силу в 2004 году), услугами и движением капитала
- основу для культурного, исследовательского и политического сотрудничества
- перспективы бо́льшей либерализации торговли сельскохозяйственными товарами (с 2005 года).

Соглашение об ассоциации учредило два основных органа для диалога между ЕС и Израилем:
- Совет ассоциации ЕС-Израиль (на уровне министров)
- Комитет ассоциации ЕС-Израиль (на уровне старших должностных лиц)

Статья 2 Соглашения об ассоциации гласит:
Отношения между Сторонами, а также все положения самого Соглашения должны основываться на уважении прав человека и демократических принципов, которые определяют их внутреннюю и международную политику и составляют существенный элемент настоящего Соглашения.

#### Спор о льготном режиме для израильских товаров, происходящих с палестинских территорий
Правовой режим товаров из израильских поселений на оккупированных палестинских территориях является предметом споров между Израилем и ЕС с 1998 года. Израиль утверждает, что эти товары производятся на его таможенной территории и поэтому должны подпадать под действие Соглашения об ассоциации. ЕС утверждает, что территории являются незаконными в соответствии с международным правом, и поэтому продукты с них не должны пользоваться льготным режимом.
В 2001 году Европейская комиссия подтвердила отсутствие льготного статуса для таких продуктов. Экономическое значение израильских товаров с территорий ограничено (100 млн евро в год при общей сумме 6 млрд евро/год). В отличие от ЕС, Соединенные Штаты допускают беспошлинный экспорт товаров с территорий в соответствии с соглашением о свободной торговле 1985 года.
В 2004 году было согласовано решение об указании израильской стороной в сертификате происхождения географического местонахождения производственной площадки (например, Израиль, Баркан), без указания того, что товары были произведены на территориях. Таможенные органы ЕС сами должны были принимать решение о льготном режиме.
В 2010 году Решение Европейского суда по делу «Бриты» (немецкой компании по производству безалкогольных напитков, закупавшей сиропы у израильской компании Soda-Club из поселения Мишор-Адумим на Западном берегу реки Иордан) подтвердило, что товары, происходящие с Западного берега, не подпадают под преференциальный таможенный режим в соответствии с Соглашением между ЕС и Израилем. В своих рассуждениях Европейский суд опирался на:
- наличие соглашения об ассоциации с Израилем, применимого к «территории Государства Израиль»
- наличие соглашения об ассоциации с ООП, применимого к территориям Западного берега и Сектора Газа
- общий принцип международного обычного права, согласно которому обязательство не может быть возложено на третью сторону без её согласия. Что делало невозможным заставить палестинские власти отказаться от своего права осуществлять полномочия по Соглашению между ЕС и ООП. Из чего следует, что товары, произведенные на Западном берегу, не подпадают под территориальную сферу действия Соглашения между ЕС и Израилем и, следовательно, не подлежат льготному режиму в соответствии с этим соглашением[7][8][9].

В 2015 году министерство иностранных дел Израиля объявило, что «Израиль приостанавливает дипломатический диалог с ЕС на различных форумах» из-за маркировки продуктов с Западного берега. Премьер-министр Израиля Биньямин Нетаньяху назвал решение по маркировке «лицемерным и [устанавливавшем] двойные стандарты», добавив, что ЕС «должно быть стыдно» за свои действия, однако, Соединенные Штаты заявили, что не рассматривают действия ЕС как бойкот.

#### Возобновление отношений
В июне 2022 года, Евросоюз, в условиях российского вторжения в Украину, в поисках альтернативных поставщиков природного газа и нефти, решил обратиться к Израилю, разрабатывающему месторождение Кариш в Средиземном море. Соглашение о поставках природного газа было подписано 15 июня 2022 года, в Каире при участии главы Европейской комиссии Урсулы фон дер Ляйен. Первая партия нефти была отгружена в феврале 2023 года.
В октябре 2022 года Израиль и ЕС возобновили стратегический диалог, впервые за 10 лет (с 2012 года) проведя встречу Совета ассоциации.

### Отраслевые соглашения

#### Соглашение ACAA о свободной торговле фармацевтическими препаратами (2012 г.)
23 октября 2012 года, после двухлетних дебатов, Европейским парламентом были приняты «Соглашения об оценке соответствия и приемке промышленных товаров (ACAA)», посвященные фармацевтическим продуктам. После спорных дебатов 379 депутатов Европарламента проголосовали за ратификацию и 230 против. Модернизация Соглашения об ассоциации долгое время откладывалась (с 2008 года) из-за продолжающегося строительства поселений и блокады сектора Газа. ACAA соответствует постановлению о не-преференциальном доступе к товарам, произведенным в израильских поселениях. Ратификация ACAA облегчает экспорт израильских фармацевтических препаратов и других товаров в 27 стран-членов ЕС и наоборот.

#### Соглашение об открытом небе
В июне 2013 года Израиль и ЕС подписали соглашение об открытом небе, которое предусматривало полное вступление в силу к 2018 году.

## Сферы сотрудничества

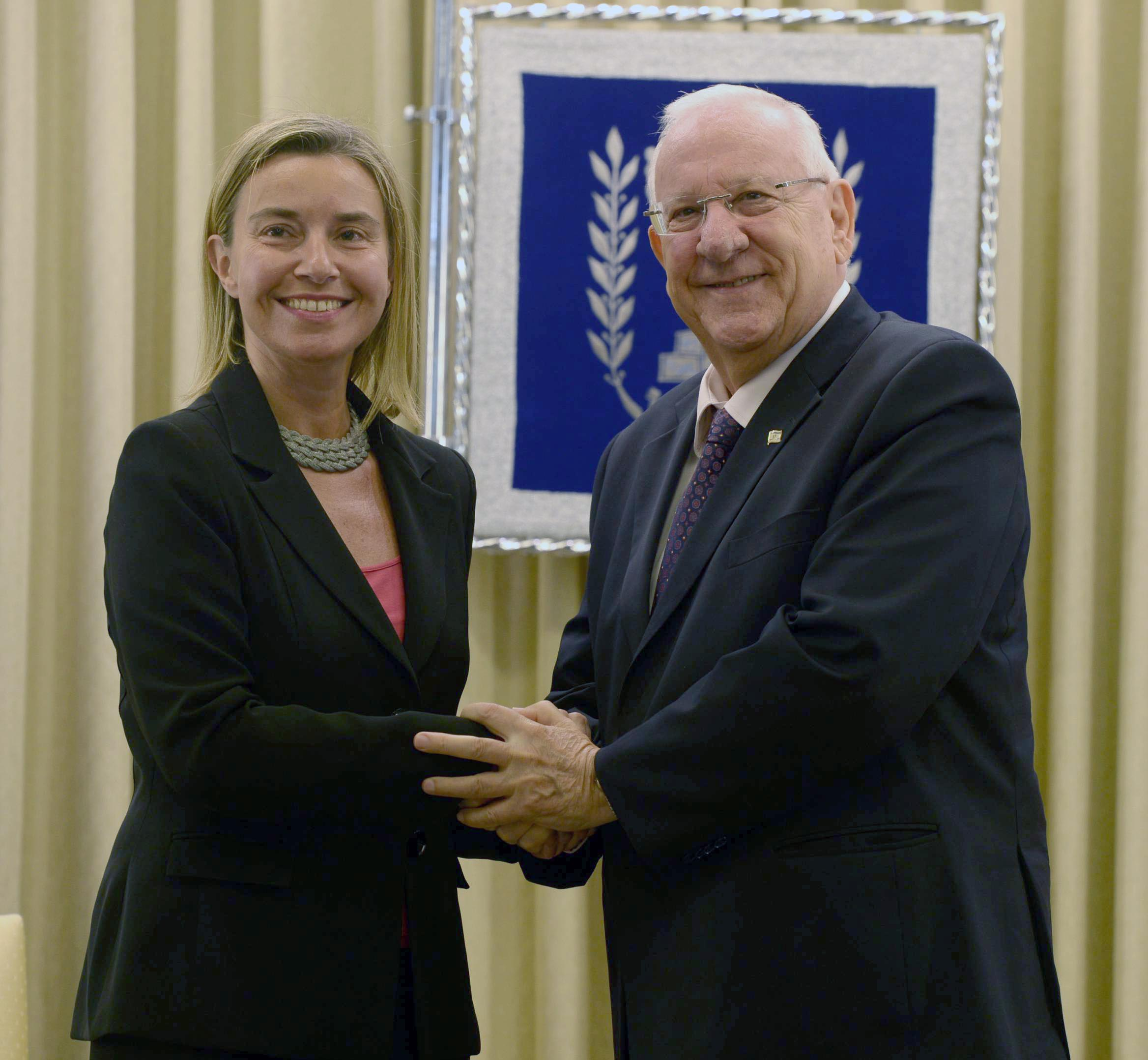
Президент Израиля Реувен Ривлин с Федерикой Могерини, 2015 г.

### Торговля
Торговля между ЕС и Израилем ведется на основе Соглашения об ассоциации. Согласно Евро-средиземноморскому соглашению, ЕС и Израиль имеют свободную торговлю промышленной продукцией. Европейский союз является крупнейшим торговым партнером Израиля.
Общий объём торговли ЕС с Израилем до 2013 года рос:
- 19,4 млрд евро (2003)
- 31,0 млрд евро (2012)
- 31,4 млрд евро (2013)

Экспорт ЕС в Израиль в 2013 году достиг 17,9 млрд евро, а импорт из Израиля — 13,5 млрд евро. Дефицит торгового баланса с Израилем в 2013 году составил 4,4 миллиарда евро в пользу ЕС.
В 2013 году общий объём двусторонней торговли (за исключением алмазов) превысил 27 миллиардов евро, и 32 % экспорта Израиля (за исключением алмазов) приходилось на ЕС, а 34 % его импорта (за исключением алмазов) приходилось на ЕС.
В 2020 году общий торговый оборот (товары без бриллиантов) с Евросоюзом составил 137,5 миллиардов шекелей (1 евро ~3,9 шекелей).

### Наука и культура
Израиль был первой неевропейской страной, присоединившейся к Рамочной программе Европейского Союза по исследованиям и техническим разработкам (RTD). Особый статус Израиля является результатом его высокого уровня научно-исследовательского потенциала и давних отношений в области научно-технического сотрудничества между Израилем и ЕС.
6 декабря 2021 года было подписано соглашение о присоединении Израиля к программе Horizon Europe.
В июле 2004 года Европейская комиссия подписала соглашение с Израилем, позволяющее ему участвовать в проекте Галилео по созданию глобальной навигационной спутниковой системы. С 2014 года Израиль член европейской научной организации ЦЕРН (единственный неевропейским член).

### Евро-средиземноморские региональные программы
Из-за высокого национального дохода Израиль не имеет права на двустороннее финансирование в рамках программ MEDA, однако он участвовал в большом количестве евро-средиземноморских региональных программ, финансируемых в рамках MEDA, таких как:
- молодёжный обмен в рамках Молодёжной программы действий Euro-Med[31]
- финансирование израильских кинематографистов в рамках аудиовизуальной программы Euro-Med[32]
- участие Израильских университетов в форуме экономических институтов FEMISE[33], а торговых палат и ассоциации работодателей в программах UNIMED и ArchiMedes[34]
- участие Управления древностей Израиля в культурном наследии Euro-Med[35]

## Открытые вопросы

### Иск о раскрытии финансирования ЕС израильских НПО
В начале 2010 года израильская организация Монитор НПО подала иск, утверждая, что выявила более 48 миллионов долларов США, выделенных Европейской комиссией израильским и палестинским НПО и требуя, чтобы Европейский союз обнародовал подробности о финансировании израильских НПО. В 2012 году Европейский суд отклонил иск, сославшись на «общественную безопасность», «конфиденциальность» и «коммерческие интересы».

### Взаимосвязь с политикой мирного процесса на Ближнем Востоке
Европейский союз для урегулирования арабо-израильского конфликта через Специального посланника участвует в программах «Квартета по ближневосточному урегулированию» (ЕС, США, Россия, ООН). ЕС предоставляет гуманитарную и иную помощь палестинцам на Западном берегу и в секторе Газа в силу обязательств, взятых на себя Израилем, Палестинской администрацией и ЕС в Плане действий в рамках Европейской политики соседства, а также через программы гражданского общества и контакты между людьми.
Общая позиция ЕС:
- палестинское государство должно быть основано на границах 1967 года с обменом землями
- Иерусалим должен быть разделен и стать столицей обоих государств
- путем переговоров должна быть решена проблема палестинских беженцев.

Хотя государства-члены ЕС иногда расходились по этим вопросам, однако все государства ЕС считают израильские поселения незаконными в соответствии с международным правом, что приводит к напряжённости в отношениях с Израилем.
В 2008 году, когда Франция председательствовала в Совете, Европейский союз стремился координировать вместе с США общее давление на Израиль. В конце 2009 и 2010 годов подготовленный в Швеции документ ЕС призывал к разделению Иерусалима и превращению его в совместную столицу Израиля и палестинского государства. Проект встретил сопротивление Израиля и в конечном итоге не был принят.
Министры иностранных дел Европейского Союза приветствовали условное одобрение премьер-министром Биньямином Нетаньяху будущего палестинского государства в июне 2009 года, но заявили, что этого недостаточно, чтобы поднять отношения между ЕС и Израилем на более высокий уровень, и поставили под сомнение усилия Нетаньяху по поддержке палестинского государства. В декабре 2010 года группа из 26 бывших государственных деятелей ЕС, включая бывшего главу МИД Хавьера Солану, подала письменную петицию, в которой призывалось:
- запретить импорт товаров для поселений из ЕС
- заставить Израиль платить бо́льшую часть помощи, требуемой палестинцами
- увязать повышение уровня дипломатических отношений с замораживанием поселений
- направить делегацию высокого уровня в Восточный Иерусалим, чтобы поддержать претензии палестинцев на суверенитет.

Запрос был отклонен министром иностранных дел Кэтрин Эштон.
Евроскептиками (Найджел Фарадж из Партии независимости Великобритании) были выдвинуты обвинения в антиизраильской предвзятости и " новом антисемитизме " внутри ЕС, а также подверглась критике большая сумма помощи в размере 300 миллионов евро в год (по состоянию на 2009 год), поступающей Палестинской национальной администрации из ЕС.
Вызвали критику ЕС также военные действия Израиля на палестинских территориях и в Ливане, названные «непропорциональными» и с применением «чрезмерной силы». Во время операции «Защитная стена», в 2002 году, Европейский парламент принял не имеющую обязательной силы резолюцию, призывающую к экономическим санкциям против Израиля и эмбарго на поставки оружия обеим сторонам. После войны в Газе Европейский парламент одобрил отчет Голдстоуна и раскритиковал израильскую блокаду Газы, назвав её «коллективным наказанием».
Общего ответа на заявление Палестинской администрации о провозглашении независимости (сентябрь 2011 года) в рамках дипломатической кампании «Палестина 194» по получению членства Государства Палестина в Организации Объединенных Наций у государств-членов ЕС не было. Когда Палестина была принята в ЮНЕСКО в качестве полноправного члена в октябре 2011 года, пять государств-членов ЕС были среди 14 стран, которые присоединились к Израилю в голосовании против (Чешская Республика, Германия, Литва, Нидерланды и Швеция); одиннадцать проголосовали за членство Палестины (Австрия, Бельгия, Кипр, Финляндия, Франция, Греция, Ирландия, Люксембург, Мальта, Словения, Испания) и одиннадцать воздержались (Болгария, Дания, Эстония, Венгрия, Италия, Латвия, Польша, Португалия , Румыния, Словакия, Великобритания).
Президент Европарламента Мартин Шульц при вступлении в должность подтвердил, что отношения с Израилем останутся замороженными до тех пор, пока не будет подвижек в мирном процессе.
Обращение Израиля со своими арабскими гражданами рассматривается ЕС как «ключевой вопрос (из полученного газетой Гаарец секретного рабочего документа европейских посольств в Израиле). Министерство иностранных дел Израиля обвинило ЕС во „вмешательстве“ во внутренние дела Израиля. Однако внутренняя реакция ЕС на рабочий документ разделилась:
- одни страны, включая Великобританию, добивались конкретных карательных мер против Израиля, если он не решит проблемы израильских арабов
- другие страны, включая Польшу и Нидерланды, ясно заявили о своем несогласии.

В окончательный документ не были включены какие-либо конкретные запланированные действия ЕС по обсуждаемым в нём вопросам.
В секретном документе делегатов ЕС, полученном израильским новостным сайтом Ynet, предлагалось финансировать палестинские строительные проекты в зоне C на Западном берегу, что подрывало контроль Израиля. В соответствии с соглашениями Осло, зона C находится под полным гражданским контролем и контролем безопасности Израиля. В документе выражалась обеспокоенность тем, что политика Израиля подорвет перспективы палестинского государства в границах 1967 года, и содержался призыв к Израилю поддержать палестинское строительство в зоне C и в Восточном Иерусалиме.
В отчете ЕС (начало 2012 года) содержится призыв к более „активному и заметному“ осуществлению политики ЕС в отношении Израиля и мирного процесса путём:
- использования законодательства для разрыва связей европейских компаний с предприятиями, занимающимися строительством поселений
- подготовки чёрного списка поселенцев, причастных к насилию, чтобы, возможно, запретить им въезд в государства-члены ЕС
- поощрения представительства ООП в восточном Иерусалиме
- избегания старшими должностным лицами ЕС сопровождения израильскими представителями или службами безопасности[50].

ЕС пытался представить Тель-Авив столицей Израиля. 
В другом отчете ЕС за 2012 год рекомендовалось подорвать контроль Израиля над зоной C на Западном берегу путём финансирования палестинских строительных проектов, осуществляемых без получения израильских разрешений на строительство.
Пристальное внимание Верховного представителя ЕС по внешней политике Кэтрин Эштон привлекло дело Хадера Аднана, заключенного, объявившего голодовку после задержания Израилем без суда. ЕС критически относится к израильской системе административного задержания.
В 2013 году ЕС принял обязывающую директиву, согласно которой израильское правительство будет обязано указывать в любых будущих соглашениях с ЕС, что поселения на Западном берегу, включая Восточный Иерусалим, находятся за пределами государства Израиль. Директива частично реализует более раннее заявление министров иностранных дел ЕС о том, что „все соглашения между государством Израиль и ЕС должны недвусмысленно и прямо указывать на их неприменимость к территориям, оккупированным Израилем в 1967 году“. Руководящие принципы запрещают выдачу грантов, финансирования, премий или стипендий ЕС израильским организациям, если не включен пункт об исключении поселения. Израильские учреждения и органы, расположенные за „зеленой линией“ до 1967 года, будут автоматически лишены права на участие. Директива ЕС аналогична той, что была подписана между Соединенными Штатами и Израилем в 1972 году, согласно которой Израиль обязался в обмен на финансирование науки ограничить проекты границами 1967 года. Руководство не ограничивает гранты, выдаваемые отдельными государствами-членами ЕС. Накануне публикации Руководящих принципов в Израиле разразилась политическая буря и буря в СМИ. Новостные СМИ предположили, что Израиль предпримет какие-то действия против ЕС, на что делегации ЕС на месте запросили срочные разъяснения».
Израиль приостановил новые сделки с ЕС из-за запрета на поселения на 10 лет. Возобновление диалога произошло в 2022 году.

## Членство в ЕС для Израиля
ЕС вместо членства Израиля в ЕС предлагает максимально тесную интеграцию, зависящую от конфликтов на Западном берегу, в секторе Газа и Ливане. Европейское общественное мнение о некоторых направлениях политики Израиля, в целом неудовлетворительно.
В 2009 году бывший Верховный представитель Европейского Союза по общей внешней политике и политике безопасности Хавьер Солана заявил о важности отношений Израиля с ЕС и полном сотрудничестве посредством участия в программах ЕС. Бывший министр иностранных дел Испании Мигель Анхель Моратинос высказался за «привилегированное партнерство, предлагающее все преимущества членства в ЕС без участия в институтах». 11 января 2005 г. комиссар промышленности и вице-президент комиссии Гюнтер Ферхойген даже предложил возможность валютного союза и общего рынка с Израилем.
Однако все большее число государств-членов ЕС рассматривают вопрос об официальном признании Государства Палестина что означает отказ Израиля от членства в ЕС, и выступление членов ЕС против Израиля по политическим причинам. 

### Квалификация
Израиль расположен в восточном средиземноморье, в регионе Ближнего Востока в Азии, не в Европе, что не мешает ему являться членом многих европейских транснациональных федераций и структур и принимать участие во многих европейских спортивных мероприятиях и конкурсе песни «Евровидение».
Аргументы за включение Израиля в ЕС заключаются в том, что:
- Израиль вестернизированное[66] государство и имеет отчасти «европейскую» культуру, так как значительное число израильтян относится к евреям, мигрировавшим в Израиль из Европы, либо к потомкам таких людей
- Прецедент для вступления других географически неевропейских стран[67] уже существует, поскольку близлежащий к Израилю Кипр, географически находится в Азии. Положение Израиля во многом схоже с положением Кипра — страны, географически находящейся вне границ Европы, но являющейся ее частью в политическом, культурном и социальном плане
- Как и большинство западноевропейских стран, Израиль является членом ОЭСР и соответствует Европейскому союзу практически по всем важным экономическим показателям (ВВП на душу населения, дефицит государственного бюджета, уровень государственного долга, профицит счета текущих операций, уровень инфляции и прочие).

Однако Израиль не входит в число стран для дальнейшего расширения Европейского Союза, и отсутствие у Израиля членства в Совете Европы могут помешать его включению в качестве полноправного члена в ЕС.

### Поддержка
Присоединение Израиля к Европейскому союзу поддерживают следующие политики (как в Израиле, так и в Европе):
- Бывший министр иностранных дел Израиля Сильван Шалом[68]
- израильский политик Авигдор Либерман[69]
- Бывший премьер-министр Италии Сильвио Берлускони[70]
- Бывший премьер-министр Испании Хосе Мария Аснар, заявивший в 2014 году, в выступлении в британской палате общин, что Израиль нужен Европейскому союзу[71]
- бывший министр иностранных дел Болгарии Соломон Пасси заявил в 2012 году, что Израиль должен более настойчиво стремиться к вступлению в НАТО и Европейский Союз[72]
- Два итальянских депутата Европарламента от Транснациональной радикальной партии, Марко Паннелла и Марко Каппато, провели кампанию за членство Израиля в 2006 г.[73]

Опросы общественного мнения 2004 года показали, что израильтяне поддержали бы заявку на членство Израиля в ЕС:
- 85 % (2004)[74]
- 81 % (2011)[75]

## Для дальнейшего чтения
- Ahlswede, Stefan. Israel's European Policy after the Cold War. — Baden-Baden : Nomos, 2009. — ISBN 978-3-8329-4817-7.
- Fragmented Borders, Interdependence, and External Relations: The Israel-Palestine-European Union Triangle / Del Sarto. — Houndsmill : Palgrave, 2015. — ISBN 978-1-137-50414-2.
- Del Sarto, Raffaella A. (2014). Defining Borders and People in the Borderlands: EU Policies, Israeli Prerogatives, and the Palestinians. Journal of Common Market Studies. 52 (2): 200–216. doi:10.1111/jcms.12071.
- Del Sarto, Raffaella A. (2011). Plus ça change…? Israel, the EU and the Union for the Mediterranean. Mediterranean Politics. 16 (1): 117–153. doi:10.1080/13629395.2011.547395.
- Musu, Costanza. European Union Policy towards the Arab–Israeli Peace Process. The Quicksands of Politics. — Basingstoke : Palgrave Macmillan, 2010. — ISBN 978-0-230-55312-5.
- Pardo, Sharon. Uneasy Neighbors: Israel and the European Union / Sharon Pardo, Joel Peters. — Lanham, MD : Lexington, 2010. — ISBN 978-0-7391-2756-8.
- Pardo, Sharon. (2014). «Two Vignettes on Israeli-European Economic Community Relations in the late 1950s.» Israel Journal of Foreign Affairs VIII:1, 95-101
- Persson, Anders (2015). The EU and the Israeli-Palestinian Conflict, 1971—2013: In Pursuit of a Just Peace. Lanham: Lexington Books.